# Palm Beach International Polo Club
Le Palm Beach International Polo Club, localisé à Palm Beach en Floride, est un des plus importants clubs de polo au monde et dispose de plusieurs terrains en herbes naturelles. Deux de ces terrains sont par ailleurs installés à l'intérieur d'un stade. 
Le stade principal est composé de 5000 places et est utilisé lors de finales des championnats de polo. Il est également utilisé par l'équipe des Palm Beach Pumas, qui évolue en United Soccer Leagues Premier Development League